# Конституция на Молдова
Сегашната Конституция на Молдова е приета на 29 юли 1994 година.
Тя е основния закон на Република Молдова, определя политическата и социалната и структура, ред и образователни принципи на представителното управление, избирателната система, правата и задълженията на гражданите.

## Структура
Конституцията е съставена от 7 раздела:
1. Основни принципи
2. Основни права, свободи и задължения
3. Публични власти
4. Национална икономика и публични власти
5. Конституционен съд
6. Преглед на конституцията
7. Преходни и заключителни разпоредби